# Сабо (Сахалинская область)
Сабо — село в Охинском городском округе Сахалинской области России.

## География
Село находится на расстоянии 49 км к югу от города Оха, административного центра округа.

## Население
| 2002 | 2010 | 2013 | 2021 |
| ---- | ---- | ---- | ---- |
| 175  | ↘60  | ↘46  | ↘0   |

### Половой состав
Согласно результатам переписи 2002 года, в селе проживало 175 человек (98 мужчин и 77 женщин).

### Национальный состав
Согласно результатам переписи 2002 года, в национальной структуре населения русские составляли 91 % из 175 чел.